# Munjong (Goryeo)
Munjong, né le 29 décembre 1019 et mort le 2 septembre 1083, est le onzième roi de la Corée de la dynastie Goryeo. Il a régné du 24 juin 1046 à sa mort.